# Browntown (Wisconsin)
Pour les articles homonymes, voir Browntown.
Browntown est un village du comté de Green, dans l'État du Wisconsin, aux États-Unis. En 2020, il comptait une population de 245 habitants.